# Haltérophilie aux Jeux africains de 1991
Navigation
Édition précédente Édition suivante
Les épreuves d'haltérophilie aux Jeux africains de 1991 se déroulent au Caire en septembre 1991. Elles sont exclusivement masculines.

## Médaillés
| Épreuve     | Or                                  | Argent                           | Bronze                           |       |       |
| 52 kg       | 52 kg                               | 52 kg                            | 52 kg                            | 52 kg | 52 kg |
| ----------- | ----------------------------------- | -------------------------------- | -------------------------------- | ----- | ----- |
| Arraché     | Mahmoud Ramadan (EGY) 100 kg        | Mohamed Benmoussa (ALG) 90 kg    | Samson Matam Ndicka (CMR) 90 kg  |       |       |
| Épaulé-jeté | Mahmoud Ramadan (EGY) 120 kg        | Samson Matam Ndicka (CMR) 110 kg | Mohamed Benmoussa (ALG) 107,5 kg |       |       |
| Total       | Mahmoud Ramadan (EGY) 220 kg        | Samson Matam Ndicka (CMR) 200 kg | Mohamed Benmoussa (ALG) 197,5 kg |       |       |
| 56 kg       |                                     |                                  |                                  |       |       |
| Arraché     | Ahmed Tarbi (ALG) 102,5 kg          | Larbi Trab (TUN) 100 kg          | Said Asri (ALG) 97,5 kg          |       |       |
| Épaulé-jeté | Kahla Ibrahim (EGY) 132,5 kg        | Said Asri (ALG) 125 kg           | Ahmed Tarbi (ALG) 125 kg         |       |       |
| Total       | Kahla Ibrahim (EGY) 230 kg          | Ahmed Tarbi (ALG) 227,5 kg       | Said Asri (ALG) 222,5 kg         |       |       |
| 60 kg       |                                     |                                  |                                  |       |       |
| Arraché     | Azzedine Basbas (ALG) 115 kg        | Ibitade Kayoke (NGA) 112,5 kg    | Oliver Toby (NGA) 110 kg         |       |       |
| Épaulé-jeté | Azzedine Basbas (ALG) 150 kg        | Oliver Toby (NGA) 150 kg         | Ibitade Kayoke (NGA) 140 kg      |       |       |
| Total       | Azzedine Basbas (ALG) 265 kg        | Oliver Toby (NGA) 260 kg         | Ibitade Kayoke (NGA) 252,5 kg    |       |       |
| 67,5 kg     |                                     |                                  |                                  |       |       |
| Arraché     | Abdelmounaim Yahiaoui (ALG) 135 kg  | Emad Hamdy (EGY) 125 kg          | Amadou Moussa (CMR) 110 kg       |       |       |
| Épaulé-jeté | Abdelmounaim Yahiaoui (ALG) 165 kg  | Emad Hamdy (EGY) 150 kg          | Amadou Moussa (CMR) 140 kg       |       |       |
| Total       | Abdelmounaim Yahiaoui (ALG) 300 kg  | Emad Hamdy (EGY) 275 kg          | Amadou Moussa (CMR) 250 kg       |       |       |
| 75 kg       |                                     |                                  |                                  |       |       |
| Arraché     | Hamdy Basiony Hassan (EGY) 145 kg   | Semin Olalekan (NGA) 135 kg      | Emmanuel Utoboh (CMR) 132,5 kg   |       |       |
| Épaulé-jeté | Hamdy Basiony Hassan (EGY) 177,5 kg | Emmanuel Utoboh (CMR) 175 kg     | Semin Olalekan (NGA) 170 kg      |       |       |
| Total       | Hamdy Basiony Hassan (EGY) 322,5 kg | Emmanuel Utoboh (CMR) 307,5 kg   | Semin Olalekan (NGA) 305 kg      |       |       |
| 82,5 kg     |                                     |                                  |                                  |       |       |
| Arraché     | Peter Young (NGA) 145 kg            | Muyiwa Odusanya (NGA) 145 kg     | Moustafa Ellozy (EGY) 140 kg     |       |       |
| Épaulé-jeté | Peter Young (NGA) 185 kg            | Muyiwa Odusanya (NGA) 182,5 kg   | Moustafa Ellozy (EGY) 180 kg     |       |       |
| Total       | Peter Young (NGA) 330 kg            | Muyiwa Odusanya (NGA) 327,5 kg   | Moustafa Ellozy (EGY) 320 kg     |       |       |
| 90 kg       |                                     |                                  |                                  |       |       |
| Arraché     | Tharwat Bendary (EGY) 150 kg        | Christopher Onyezie (NGA) 140 kg | Abdelaziz Mezouar (ALG) 120 kg   |       |       |
| Épaulé-jeté | Tharwat Bendary (EGY) 195 kg        | Christopher Onyezie (NGA) 180 kg | Abdelaziz Mezouar (ALG) 170 kg   |       |       |
| Total       | Tharwat Bendary (EGY) 345 kg        | Christopher Onyezie (NGA) 320 kg | Abdelaziz Mezouar (ALG) 290 kg   |       |       |
| 100 kg      |                                     |                                  |                                  |       |       |
| Arraché     | Said Khalil (EGY) 172,5 kg          | Elliott Imoagele (NGA) 155 kg    | Georges Wadja (CMR) 145 kg       |       |       |
| Épaulé-jeté | Said Khalil (EGY) 207,5 kg          | Elliott Imoagele (NGA) 185 kg    | Georges Wadja (CMR) 150 kg       |       |       |
| Total       | Said Khalil (EGY) 380 kg            | Elliott Imoagele (NGA) 340 kg    | Georges Wadja (CMR) 295 kg       |       |       |
| 110 kg      |                                     |                                  |                                  |       |       |
| Arraché     | Ibrahim Hassona (EGY) 155 kg        | Nadah Elmahgoub (EGY) 155 kg     | Driss Rahti (ALG) 152,5 kg       |       |       |
| Épaulé-jeté | Ibrahim Hassona (EGY) 207,5 kg      | Nadah Elmahgoub (EGY) 205 kg     | Driss Rahti (ALG) 180 kg         |       |       |
| Total       | Ibrahim Hassona (EGY) 362,5 kg      | Nadah Elmahgoub (EGY) 360 kg     | Driss Rahti (ALG) 332,5 kg       |       |       |
| + 110 kg    |                                     |                                  |                                  |       |       |
| Arraché     | Ojadi Aduche (NGA) 185 kg           | Ali Benmedjghaia (ALG) 152,5 kg  | Mustafa Ashad (LBA) 140 kg       |       |       |
| Épaulé-jeté | Ojadi Aduche (NGA) 225 kg           | Ali Benmedjghaia (ALG) 192,5 kg  | Mustafa Ashad (LBA) 155 kg       |       |       |
| Total       | Ojadi Aduche (NGA) 410 kg           | Ali Benmedjghaia (ALG) 345 kg    | Mustafa Ashad (LBA) 295 kg       |       |       |